# Death in June
Death in June ist eine 1981 gegründete britische Musikgruppe, die zu den Wegbereitern des Neofolk zählt. Aufgrund der Bedeutung der Band wird dem verbliebenen Mitglied Douglas Pearce auch nachgesagt, er stehe „wie kein anderer für das Genre“.

## Geschichte
Gründungsmitglieder sind Douglas Pearce (Gesang, Gitarre), Tony Wakeford (Gesang, Bass; später Begründer der Gruppen Above the Ruins und dann Sol Invictus) und Patrick Leagas (Gesang, Schlagzeug; später Begründer der Gruppen Sixth Comm und Mother Destruction). Pearce und Wakeford spielten zunächst in der trotzkistischen Punk-Band Crisis, die sich zum Antifaschismus und Antisexismus bekannte. (In einem anderen Interview bezeichnete Pearce Crisis als Melange aus Sozialisten, Kommunisten und Pazifisten.) Unter anderem spielte Crisis für Rock Against Racism. Death in June übernahm das noch während Crisis-Zeiten geschriebene Stück All Alone in Her Nirvana in sein Repertoire.
Pearce und Wakeford gaben für das Ende von Crisis den Grund an, von der Linken enttäuscht zu sein („Death In June war unsere Reaktion auf die Art und Weise, wie die Linke uns behandelt hatte“ – Pearce), und wandten sich für eine kurze Phase dem Nationalbolschewismus zu:

„Anfang der 1980er waren Tony und ich sehr engagiert in linksradikaler Politik und nebenbei Geschichtsstudenten. [Übersetzungsfehler; die im Original lautende Redewendung ‘studied history’ bedeutet hier etwa ‚wir beschäftigten uns mit Geschichte‘.] Auf der Suche nach einer zukünftigen politischen Perspektive stolperten wir über den nationalistischen Bolschewismus, der sich wie ein Leitfaden durch die Hierarchie der SA zog. Leute wie Gregor Strasser und Ernst Röhm, die später als die „zweiten Revolutionäre“ bekannt wurden, fielen uns auf. Die Tatsache, dass sie im Juni 1934 gestürzt wurden, hat wohl den Verlauf der Geschichte und die Entwicklung der Humanität [Übersetzungsfehler; die im Original lautende Redewendung ‘humanity’ bedeutet hier etwa „Menschheit“.] entscheidend verändert. Man kann sich fragen, ob Röhm im Falle eines Sieges über Hitler den Zweiten Weltkrieg verhindert hätte.“

Anfang 1984 musste Wakeford auf Druck von Pearce Death in June verlassen: „Tony, unser Bassist, hatte rechte Tendenzen, aber wir dachten, das sei seine Privatangelegenheit und es sei okay, solange er das so beibehält. Aber er fing damit an, das in die Band hineinzubringen, und das konnten wir nicht zulassen, wir sind nicht so. Und ich denke, Tony fehlte es auch an Interesse an der Band, also mußten wir ihn loswerden.“ Mitte 1985 stieg auch Patrick Leagas aus. Zu den Gründen seines Ausstiegs gibt es widersprüchliche Angaben, hatte er doch zuvor noch einen Großteil der Death-in-June-Lieder geschrieben. Er selbst gab in Interviews an, u. a. ausgestiegen zu sein, weil er nach einem Konzert in Bologna von einer Konzertbesucherin wegen seiner SS-Uniform beschimpft wurde. Wenige Tage vorher hatte es in dieser Stadt ein Bombenattentat mit rechtsextremem Hintergrund gegeben, und er schämte sich nun seiner Kleidung. Auf seinem späteren Label Kenaz veröffentlichte er anschließend jedoch mehrere, nicht von Pearce autorisierte Death-in-June-Tonträger. 2005 traten Pearce und Leagas anlässlich des 20-jährigen Jubiläums von Nada! noch einmal zusammen in London auf.
Seit 1985 führt Douglas Pearce die Formation in wechselnder Besetzung fort. Die auf den Tonträgern behandelten Themen kreisten ab dieser Zeit mehr oder weniger um Runen, Mythologie, Homosexualität, Faschismus, Krieg und Frieden, allerdings entzieht sich die Lyrik von Douglas Pearce einer einfachen Kategorisierung. Einen wichtigen und hörbaren Einfluss nahmen zudem die Schriftsteller Yukio Mishima und Jean Genet.
Er kooperierte mit verschiedenen Musikern wie David Tibet (Current 93), John Balance (Coil), Rose McDowall (Sorrow), Boyd Rice (NON), mit dem die Kooperation nach dem Album Alarm Agents endete, Andreas Ritter (Forseti) und Erik Konofal (Les Joyaux de la Princesse).

## Stil
Die Musik von Death in June zeigte sich facettenreich, ehe sich der Output schwerpunktmäßig dem Neofolk zuwandte. Die Band spielte zunächst Post-Punk im Stil von Joy Division, jedoch durch die Perkussion martialischer klingend, und tendierte ab etwa der Mitte der 1980er zunehmend in das Post-Industrial-Umfeld, während Titel wie The Calling (Mk II) noch typische Electro-Wave-Nuancen aufwiesen. Obwohl die ersten Neofolk-Tracks bereits 1985 auf dem Album Nada! erschienen, gilt besonders das 1992 veröffentlichte Album But What Ends When the Symbols Shatter? als repräsentativ für das Neofolk-Genre. Es lassen sich aber schon auf The Guilty Have No Pride „viele Versatzstücke, Klänge, Loop-Techniken oder Herangehensweisen heraushören, die später ausgebaut und verfeinert das Klangbild der Band maßgeblich prägen sollten“.

## Kontroverse
Death in June sind wegen ihres spielerischen Umgangs mit totalitärer und nationalsozialistischer Ästhetik umstritten. Vereinzelt wird vermutet, dass der Name der Gruppe (zu deutsch Tod im Juni) sich auf den sogenannten Röhm-Putsch vom 30. Juni 1934 bezieht. Die Gruppe weist diese Vorwürfe allerdings als falsch zurück. Pearce selbst gibt in einem Interview von 1991 an, der Name sei während der Studio-Aufnahmen zum Lied Heaven Street entstanden. Das damalige Bandmitglied Patrick Leagas (alias Patrick O-Kill) habe Pearce etwas zugerufen, das dieser aufgrund der Lautstärke und Studiogeräusche als „Death in June“ fehlinterpretiert habe. Da die Band zur Zeit der Aufnahmen noch keinen Namen besaß, habe sie sich entschlossen, Death in June als Bandnamen zu nutzen. Pearce habe zudem erkannt, dass der Name im Einklang mit den Themen stand, mit denen sich die Band zu dieser Zeit beschäftigte. Hierzu zählte insbesondere die Auseinandersetzung mit der Nacht der langen Messer:

„In der nationalsozialistischen Bewegung wurde 1934 die SA von der SS gesäubert. Für uns war dieses Ereignis ein Wendepunkt in der Geschichte der Menschheit, weil danach die Achterbahn auf den Krieg zu losging und wir immer noch mit den Folgen leben. Es war also ein wichtiger Tag – und es passierte im Juni! Wir haben uns zu dieser Zeit mit dieser Seite der Dinge beschäftigt, mit den frühen Gründen, die dahintersteckten.“

Pearce verwendet als offizielles Symbol für Death in June zwei Symbole, eine Hand die eine Peitsche hält und einen modifizierten SS-Totenkopf. Der Totenkopf drückt für Pearce die „totale Gebundenheit an seine Kunst“ aus, die Peitsche steht für Kontrolle und spielt auf den Ausdruck having the Whip-Hand an. Unter diesen Symbolen ist in der Regel die Zahl 6 zu sehen.
Bei Pearce, der sich stets zu seiner Homosexualität und seinem Uniformfetischismus (unter anderem für österreichische Militäruniformen) bekennt, besteht ein verstärktes Interesse an der Person Ernst Röhm. So benutzte Pearce beispielsweise auf diversen Mail-Order-Listen den Namen „D. Röhm“ (Douglas Röhm), eine Fotografie von Ernst Röhm, umringt von mehreren SA-Männern, wurde auf der von Douglas Pearce autorisierten Wiederveröffentlichung des Bootlegs Night and Fog als Coverabbildung verwendet.
Pearce besuchte während des Kroatienkrieges die dortige Front. Während dieser Zeit knüpfte er auch Kontakte zur nationalistischen HOS-Miliz, ein Umstand, der vielfach Auslöser für Kritik war. Er spendete zudem 30.000 Euro, den Erlös des Albums Something is Coming, für medizinische Ausrüstung für das zerstörte Zagreb.
Kritiker halten Pearce, der in Interviews bestreitet, ein Faschist oder Nazi zu sein, sich aber auch bedeckt hält, wenn man ihn zu seiner Haltung gegenüber der Neuen Rechten befragt, wiederholte verbale Entgleisungen (Verständnis für ostdeutsche Pogrome oder das Erstarken rechter Gruppierungen, migrantenfeindliche Äußerungen sowie diverse Äußerungen auf seiner Yahoo-Group), Interviews für rechtslastige Publikationen (Europakreuz, Junge Freiheit) oder seine Beiträge zu Samplern des rechtsextremen VAWS-Verlags vor. Auch die im Hintergrund des Liedes Runes and Men eingespielte Rechtfertigungsrede für die „Nacht der langen Messer“ weise „auf das Spannungsfeld ‚Homoerotik und NS‘ [hin], musikalisch, weil das unschuldige Rose McDowall-Geträller und der allgemeine Pop-Appeal des Songs im Widerspruch zum ‚beunruhigenden‘ Text (‘german wine / greater times’ usw.) stünde“. Fürsprecher halten dem Pearces Homosexualität oder seinen Konzertauftritt in Israel 2004 entgegen. David Tibet äußerte auf diese Problematik angesprochen in einem Fernsehinterview des offenen Kanals Hamburg 1991, Douglas Pearce möge den Stil (NS-Uniformen/-Ästhetik), aber er sei kein Nazi. In einem Interview kurz nach der Indizierung des Albums Rose Clouds of Holocaust erwähnte Pearce, dass sein Vater, der starb, als er 14 Jahre alt war, im Zweiten Weltkrieg gegen deutsche Truppen kämpfte; er selbst sei für Völkerverständigung zwischen England und Deutschland – der Krieg sei mehrere Jahrzehnte her.

## Diskografie
| - 1981: Heaven Street (12") - 1982: State Laughter / Holy Water (7") - 1983: The Guilty Have No Pride - 1984: Burial (Studio- und Liveaufnahmen) - 1984: She Said Destroy (7"/12") - 1985: Nada! - 1985: Archive Material (Demoaufnahmen) - 1985: Born Again (7"/12") - 1985: Come Before Christ and Murder Love (7"/12") - 1986: Lesson 1: Misanthropy (Kompilation) - 1986: The Wörld Thät Sümmer - 1987: To Drown a Rose (10") - 1987: Oh How We Laughed (Liveaufnahmen) - 1987: Brown Book (2006 auf Liste B indiziert) - 1989: Östenbräun – Kooperation mit Les Joyaux de la Princesse - 1989: 93 Dead Sunwheels (Remixes) - 1989: The Corn Years (Kompilation) - 1990: 1888 – Split-Album mit Current 93 - 1990: The Guilty Have No Past (Wiederveröffentlichung von The Guilty Have No Pride mit einigen Bonusstücken) - 1990: The Wall of Sacrifice - 1991: The Cathedral of Tears (Kompilation) - 1992: But, What Ends When the Symbols Shatter? - 1992: Frankfurt Sound Depot 24-03-1991 (Live-Split-Album mit Sol Invictus, Current 93) - 1992: Paradise Rising (Maxi-CD) - 1991: The Cathedral of Tears (Maxi-CD) - 1993: Something Is Coming (Konzert- und Radio-Session-Livemitschnitte aus Kroatien, die Erlöse wurden einem Militärkrankenhaus gespendet) - 1994: Sun Dogs (7"/Maxi-CD) - 1995: Black Whole of Love (Remixes) - 1995: Rose Clouds of Holocaust (2005 auf Liste A indiziert) - 1995: Death in June Presents: Occidental Martyr - 1996: Death in June Presents: KAPO (Kooperation mit Strength Through Joy) | - 1997: Die Schuldigen und der Nebel (Wiederveröffentlichung des Debüts mit dem Live-Bootleg Night and Fog im Schuber) - 1997: DISCriminate (Kompilation) - 1998: Kameradschaft (Maxi-CD) - 1998: Passion! Power!! Purge!!! (Maxi-CD) – Kooperation mit Der Blutharsch - 1998: Take Care and Control – Kooperation mit Der Blutharsch - 1999: Der Tod im Juni – mit NON, Forseti, Der Blutharsch - 2000: We Said Destroy – Split-Single mit Fire + Ice - 2000: Operation Hummingbird – Kooperation mit Der Blutharsch - 2000: Heilige! (Liveaufnahmen) - 2001: All Pigs Must Die - 2002: Not Guilty and Proud (Picture-LP mit dem Material von The Guilty Have No Past) - 2004: Alarm Agents – Kooperation mit Boyd Rice - 2005: Abandon Tracks – Compilation 1987–2002 (Kompilation von Samplerbeiträgen und Neuaufnahmen alter Stücke) - 2005: The Phoenix Has Risen (Demoaufnahmen in der Besetzung Pearce / Leagas / Wakeford) - 2005: Death in June: Behind the Mask (DVD mit Konzertausschnitten und einem Interview mit Douglas Pearce) - 2006: The Guilty Have No Pride (Neuauflage inklusive DVD mit einem frühen Live-Konzert) - 2006: Live in New York (Konzert-DVD) - 2006: Free Tibet (MP3-Download-Album. Remixes von Aufnahmen mit David Tibet.) - 2008: The Rule of Thirds - 2009: Braun Buch Zwei (Remixes) - 2010: The Peaceful Snow - 2010: Lounge Corps (instrumentale Klavierversionen von 17 Death-in-June-Stücken, gespielt vom slowenischen Pianisten Miro Snejdr) - 2013: The Snow Bunker Tapes - 2018: Essence! |

## Indizierung
Das Album Rose Clouds of Holocaust wurde zehn Jahre nach seiner Veröffentlichung am 31. Dezember 2005 von der Bundesprüfstelle für jugendgefährdende Medien indiziert, da es nationalsozialistische Tendenzen aufweise (beanstandet wurden die Songs Rose Clouds of Holocaust und Lifebooks) und der Liedtext zu Rose Clouds of Holocaust den Holocaust als Lüge darstelle. Anfänglich wurde das Album auf Liste B gesetzt, später wurde die Indizierung entschärft, so dass sich das Album nun auf Liste A befindet. Genau ein Jahr später wurde auch das 1987er-Album Brown Book indiziert, das auf Liste B gesetzt wurde.
Pearce bezieht das Lied Rose Clouds of Holocaust eigenen Aussagen zufolge aber auf ein Naturerlebnis auf Island und möchte das Wort Holocaust in seinem ursprünglichen Sinne verstanden sehen, also angelehnt an das griechische holókauston, das ‚vollständiges Brandopfer‘ bedeutet.